# Mixorthezia morrisoni
Mixorthezia morrisoni är en insektsart som beskrevs av Konczné Benedicty och Kozár in Kozár 2004. Mixorthezia morrisoni ingår i släktet Mixorthezia och familjen vaxsköldlöss.
Artens utbredningsområde är Kuba. Inga underarter finns listade i Catalogue of Life.